# Muntyákszarvas
A muntyákszarvas (Muntiacus) az emlősök (Mammalia) osztályának párosujjú patások (Artiodactyla) rendjébe, ezen belül a szarvasfélék (Cervidae) családjába és a szarvasformák (Cervinae) alcsaládjába tartozó nem.
Amint a bóbitás szarvas, korábban a muntyákszarvasok is a muntyákszarvasformák (Muntiacinae) alcsaládjának voltak a részei.

## Rendszerezésük
A nembe az alábbi 12 recens faj és 3 fosszilis faj tartozik:
- bóbitás muntyákszarvas (Muntiacus atherodes) Groves & Grubb, 1982
- kontyos muntyákszarvas (Muntiacus crinifrons) (Sclater, 1885)
- Fea-muntyákszarvas (Muntiacus feae) (Thomas & Doria, 1889)
- Gongshan-muntyákszarvas (Muntiacus gongshanensis) Ma, 1990
- szumátrai muntyákszarvas (Muntiacus montanus) (Robinson & Kloss, 1918) - korábban az indiai muntyákszarvas alfajának vélték
- indiai muntyákszarvas (Muntiacus muntjak) (Zimmermann, 1780) - típusfaj
- Muntiacus puhoatensis Trai in Binh Chau, 1997
- Putao muntyákszarvas (Muntiacus putaoensis) Amato, Egan & Rabinowitz, 1999
- kínai muntyákszarvas (Muntiacus reevesi) (Ogilby, 1839)
- indokínai muntyákszarvas (Muntiacus rooseveltorum) (Osgood, 1932)
- Truong Son-muntyákszarvas (Muntiacus truongsonensis) (Giao, Tuoc, Dung, Wikramanayake, Amato, Arctander & Mackinnon, 1997)
- vietnámi muntyákszarvas vagy óriás muntyákszarvas (Muntiacus vuquangensis) (Tuoc, Dung, Dawson, Arctander & Mackinnon, 1994) - szin: Megamuntiacus vuquanghensis (Duckworth et al. 1993)

- †Muntiacus leilaoensis[1]
- †Muntiacus pliocaenicus
- †Muntiacus polonicus[2]

## Rokon faj
A muntyákszarvasok legközelebbi élő rokona a bóbitás szarvas (Elaphodus cephalophus).

## Érdekesség
A muntyákszarvasok érdekes állatok, mivel fajtól függően a kromoszómaszámuk igen változó és az utóbbi időben több új fajt is felfedeztek. Az indiai muntyákszarvasnak van az emlősök közül a legkisebb kromoszómaszáma. A hímeknek 7 diploid (két kromoszómakészlet), míg a nőstényeknek csak 6 kromoszómájuk van. A kínai muntyákszarvasnak ettől eltérően 46 diploid kromoszómája van.
Éjjeli életmódot folytató, nagyon ritka állatok, leginkább csak állatkertekben találhatók meg. Egy bejegyzett magántartó van Magyarországon, azon belül Albertirsán.